# Винартерта
Ви́нартерта (исл. Vínarterta, «Венский торт»), также Полоса́тая Ле́ди (исл. Randalín) — популярный исландский многослойный торт, готовящийся из чередующихся ванильных и кардамоновых слоев песочного теста и сливового джема, в который обычно добавляют специи: корицу или гвоздику. Также Винартерта часто готовится исландскими иммигрантами в Канаде или США. Торт обычно подаётся вместе с кофе.